# Thomas Arnold
Thomas Arnold (ur. 13 czerwca 1795 w Cowes, zm. 12 czerwca 1842 w Rugby) – angielski pedagog, historyk i duchowny anglikański.  Był rektorem oraz reformatorem szkoły w Rugby, która stała się wzorcem angielskiej elitarnej szkoły średniej Napisał między innymi prace History of Rome (1838) i Introductory Lectures on Modern History (1842). Jego synem był poeta i krytyk literacki Matthew Arnold.